# David Lloyd George
David Lloyd George, I conte Lloyd-George di Dwyfor (Manchester, 17 gennaio 1863 – Llanystumdwy, 26 marzo 1945), è stato un politico britannico.
Figura di passaggio fra il progressismo liberale di tradizione ottocentesca e quello laburista moderno, diede impulso alle riforme sociali in Gran Bretagna e fu responsabile, insieme a Wilson, Orlando e Clemenceau, dell’assetto mondiale dopo la grande guerra.

## Inizio della carriera politica
Nato a Chorlton-on-Medlock, un quartiere di Manchester, da una famiglia gallese e madrelingua gallese egli stesso, studiò come apprendista presso uno studio legale a Porthmadog, in Galles, divenendo solicitor nel 1884. In campo politico, sostenne il Partito Liberale e in particolare Joseph Chamberlain, tanto da essere sul punto di seguirlo nella sua scissione dai liberali sulla questione dell'autonomia irlandese (Unione radicale nazionale e poi Partito liberale unionista), cui Chamberlain era contrario.

## Carriera parlamentare
Nel 1890, fu eletto deputato liberale a Caernarfon in occasione di una elezione suppletiva, divenendo famoso alla Camera dei Comuni in particolare per la sua forte opposizione alla Seconda guerra boera, quando accusò Chamberlain di sostenere la guerra solo per interessi economici personali (il fratello di Chamberlain era presidente di una società appaltatrice del Ministero della guerra).

## Ministro del Governo
Nel 1906, quando i liberali salirono al potere, entrò a far parte del governo di Sir Henry Campbell-Bannerman come Presidente del Board of Trade (ministro delle attività produttive). Nel 1908, alla morte di Campbell-Bannerman, divenuto primo ministro Herbert Henry Asquith, Lloyd George fu nominato cancelliere dello Scacchiere, divenendo quindi il massimo responsabile della politica economica britannica, posizione che mantenne fino al 1915.
Resta famoso il suo bilancio preventivo 1909, in cui gli industriali e proprietari terrieri erano colpiti da durissime imposte allo scopo di finanziare un aumento delle spese sociali e militari: Lloyd George mise in campo tutta la sua abilità retorica, e riuscì a farlo approvare dalla Camera dei Comuni, ma la reazione fu così violenta che la Camera dei lord lo bocciò, rendendo così necessarie nuove elezioni (gennaio 1910), dalle quali i liberali uscirono con la maggioranza relativa dei seggi e dovettero cercare l'appoggio dei laburisti e soprattutto dei nazionalisti irlandesi, ai quali Lloyd George aveva promesso l'autonomia legislativa. La morte del re Edoardo VII rese necessarie ulteriori elezioni, che diedero gli stessi risultati delle precedenti; in seguito vennero approvate la riforma del Parlamento, che ridusse il potere di veto dei lord, la Home Rule (autonomia) per l'Irlanda, e la riforma sociale che creò un'assicurazione nazionale per gli invalidi e i sussidi per i disoccupati.
Dopo l'invasione del Belgio da parte dei tedeschi (1914), Lloyd George si schierò a favore dell'intervento in guerra. Nel nuovo governo di coalizione divenne ministro delle Munizioni (maggio 1915), appoggiando una spedizione in Oriente, che non fu però approvata dai militari, e la coscrizione obbligatoria (maggio 1916). Nel giugno del 1916, sostituì lord Kitchener come ministro della Guerra. Nei mesi successivi fu sempre più critico nei confronti di Asquith, schierandosi con i conservatori e i giornali di destra The Times e Daily Mail, e provocando infine la caduta di Asquith fino a sostituirlo come Primo Ministro (dicembre 1916).

## Primo ministro
Il nuovo Governo ebbe l'appoggio dei conservatori e di una parte dei liberali e dei laburisti. Lloyd George si dimostrò un capo di governo ribollente di energia, che diede nuovo impulso alla condotta della guerra, si assicurò l'appoggio dei laburisti concedendo loro otto ministeri, esercitò un controllo sui capi militari molto maggiore rispetto ai governi precedenti.
Dopo la vittoria, e dopo un nuovo successo elettorale nel 1918 a capo della stessa coalizione che lo aveva appoggiato in guerra, ormai popolarissimo, fu tra i massimi protagonisti della conferenza di pace di Versailles, oscillando fra l'atteggiamento punitivo verso la Germania, sostenuto da Clemenceau e l'aspirazione di Wilson a creare un nuovo ordine internazionale. Fu comunque uno dei pochi politici che comprese come la dissoluzione dell'Impero austro-ungarico avrebbe creato problemi essendo uno stato che poteva fare barriera al militarismo prussiano ed alla nascente Unione Sovietica. Anche negli anni successivi dominò le conferenze inter-alleate.
Nel 1921 concesse l'indipendenza de facto all'Irlanda (con l'eccezione delle contee nordorientali dell'Ulster), al termine della guerra d'indipendenza irlandese, scontrandosi quindi con la corrente unionista dei conservatori. Questi, inoltre, temendo che Lloyd George desiderasse creare un nuovo partito di centro, lo accusarono di corruzione per avere creato dei pari d'Inghilterra per denaro, decidendo infine di uscire dal governo nell'ottobre 1922.

## Ultimi anni di carriera politica
Il suo fu l'ultimo governo liberale britannico. Alle elezioni del 1923 i liberali si presentarono nuovamente uniti, ma risultarono ormai il terzo partito e del resto il loro appoggio ad un governo laburista ebbe breve durata. Nel 1924 i conservatori tornarono al potere con la maggioranza assoluta. Lloyd George preparò allora un ampio programma di lotta alla disoccupazione con l'aumento della spesa pubblica, ma alle elezioni del 1929 il voto progressista andò soprattutto ai laburisti, il cui governo fu ancora appoggiato dai liberali, nuovamente per breve tempo. Da quel momento il Partito Liberale divenne di fatto un partito di secondo piano (in parte a causa della sua divisione interna tra la corrente "nazionale", più vicina ai conservatori, e quella "sociale", più affine ai laburisti) e Lloyd George, pur continuando a preparare proposte politiche innovative per combattere la grande depressione, non poté più tornare al governo.
Nel settembre del 1936 incontrò Adolf Hitler nella sua residenza di Berghof e ne trasse un'impressione particolarmente positiva: lo definì "il più grande tedesco vivente" e il "George Washington della Germania". Fu pertanto favorevole alla politica di appeasement di Neville Chamberlain e nel maggio del 1940, quando si profilava la sconfitta francese, chiese di negoziare una pace con i nazisti. Si parlò di lui come possibile capo del governo britannico nel caso in cui il Terzo Reich fosse riuscito a piegare la resistenza di Londra.
Il 7 maggio 1941 pronunciò un discorso in cui esprimeva la sua visione pessimistica sull'andamento della guerra per i britannici e in conseguenza di ciò Winston Churchill lo paragonò a Philippe Pétain. L'11 giugno del 1942 fece la sua ultima orazione alla Camera dei Comuni e il 18 febbraio 1943 votò per l'ultima volta all'interno di essa. Nell'ottobre del 1943, nonostante la disapprovazione dei figli, sposò seppur ottuagenario la sua segretaria e badante Frances Stevenson, che lo curò nei suoi ultimi mesi di vita, prima che il cancro ponesse fine alla sua esistenza.

## Le memorie di guerra (War Memoirs)

### Caratteri generali
Oltre ad essere una fonte di capitale importanza per la storiografia della Grande Guerra, War Memoirs di David Lloyd George costituisce una delle letture più formative per i giovani che si accingono agli studi politici, amministrativi e militari. Un italiano che cerchi dei corrispondenti può trovarli, per esempio, in Carlo Cattaneo e Gaetano Salvemini. Per chi (come di solito avviene) intraprende la lettura dopo avere conosciuto le assai più popolari memorie di Churchill, il contrasto è nettissimo. Quella di Churchill è una narrazione degli avvenimenti conseguenti alle decisioni, guidata da uno spirito sintetico di propaganda che bandisce le contraddizioni; quella di Lloyd George è una scansione delle decisioni precedenti gli avvenimenti, guidata da uno spirito analitico di critica basata sulle contraddizioni. Sotto il profilo più generale diplomatico e strategico, Churchill illustra i fatti militari come azioni di una volontà nazionale, o come risultati del contrasto o della collaborazione fra volontà nazionali – sono problemi tecnici risolti con scelte già compiute; per Lloyd George ogni fatto militare è invece quasi sempre, in via preliminare, un problema politico strategico organizzativo fittamente dibattuto fra amministrazioni competenze e mentalità in contrasto – è una scelta da compiere, prima di passare all’azione, mediante una lotta interna. In Churchill non vi sono ombre d’incertezza o divergenze d’opinioni riguardo alle decisioni da prendere; in Lloyd George ogni decisione è certa soltanto nelle teste dei professionisti della guerra e dei fedelissimi alla vecchia mentalità insulare e imperiale britannica, i quali costituiscono il bersaglio principale dei suoi strali.
Per il carattere polemico soltanto le memorie di De Gaulle possono stare alla pari con quelle di Lloyd George – che tuttavia sono nettamente superiori sul piano politecnico, dal momento che per un uomo come De Gaulle non conta che la Grande Politica. Tanto alle memorie di De Gaulle quanto a quelle di Churchill fa difetto, d’altra parte, l’interesse per la psicologia personale degli attori, mentre esso costituisce una delle principali attrattive alla lettura di Lloyd George, come di Francesco Saverio Nitti. Quando si pensi che De Gaulle si trovò a dovere ricostruire la sovranità della Francia da nient’altro che se stesso, si capisce che lo studio delle sue memorie rappresenta un’introduzione alla dottrina dello Stato paragonabile ad un’ostetricia e a una pediatria esercitate non-storicisticamente sul corpo vivo rinascente della Francia. Quando d’altra parte si pensi che Lloyd George dovette combattere per tutto il corso della guerra contro i settori più riottosi dell’amministrazione, non soltanto militari, si capisce che lo studio delle sue memorie fa della dottrina dello Stato, ormai acquisita per leggi e costumi, una specie di gerontologia esercitata altrettanto non-storicisticamente sul corpo vivo ma decrepito della vecchia Inghilterra.
Ultima fra i caratteri generali, ma non meno importante per i lettori che apprezzano il piacere dello stile, è la lingua. Come De Gaulle fa uso d’una sintassi e d’una consecutio temporum rigorose, così altrettanto eletta e sempre appropriata è la terminologia aggettivale e verbale di Lloyd George: ricchissima di termini ormai desueti derivanti da calco neo-latino, che rendono l’espressione gradevole e talvolta sorprendente per un pubblico italiano. Due esempi fra tanti possono essere il fatto che De Gaulle usa regolarmente il congiuntivo passato, mentre Lloyd George bandisce quasi del tutto l’uso del verbo più squallido (?) della lingua inglese to get. Quanto all’efficacia oratoria (che all’asciutto De Gaulle fa quasi interamente difetto), essa nell’esuberante Lloyd George è ottenuta principalmente con ripetizioni e con metafore. Le ripetizioni si susseguono ad ogni minimo accenno di alternativa strategica, di unità di comando e di riserva strategica. Esse rispondono al proposito pedagogico d’inculcare nella nuova generazione la nozione degli errori commessi nel recente passato; e la sentenza gnomica conclusiva dell’opera recita: «Gli errori della Germania ci hanno salvato dalle conseguenze dei nostri. Ma sappiano bene tutti coloro che affidano la Giustizia all’arbitrato della guerra che il risultato può dipendere non dalla legittimità morale della contesa, bensì dalla forza rispettiva dei contendenti». Le metafore o similitudini sono semplici e schiette come l’uomo – ma vanno perdendo incisività fino a quest’ultima banalità: «Quando [nel 1914] una collisione sembrò inevitabile, piloti e segnalatori perdettero la testa e tirarono le leve sbagliate. Soltanto i fuochisti fecero il loro lavoro».
Va infine giudicato col massimo rispetto e ammirazione il programma illustrato in un apposito capitolo (LXXXVI) di riforma dell’istruzione scolastica media da attuare nell’immediato dopoguerra. Lloyd George si propose di superare gli antiquati princìpi scolastici liberali riguardo soprattutto alla frequenza obbligatoria per gli studenti e all’aumento degli stipendi per gli insegnanti.

### La polemica contro i chierici
A differenza di buona parte dei suoi colleghi, assurti direttamente ai massimi incarichi politici per privilegio di nascita o di studi, Lloyd George ebbe la fortuna e l’umiltà di dedicarsi ad un lungo tirocinio politecnico in diverse branche dell’amministrazione: dalle finanze al lavoro, dall’alimentazione all’industria, dall’igiene ai trasporti. Fu per conseguenza particolarmente sensibile alla cecità degli specialisti non meno che agli sfoggi snobistici – né risparmiò i moralisti dilettanti. Basterà portare tre rispettivi esempi.
I giudizi sui professionisti della politica da parte di questo parvenu e amateur sono principalmente di due tipi. Lloyd George commisera le nullità in parata come il ministro degli esteri Edward Grey il quale, nascondendo la sua mediocrità dietro la gravità del silenzio, si creò nel pubblico una fama usurpata. «Fino a prima del 1914 andava ancora di moda posare a taciturno, e nessuno ne trasse tanto profitto quanto Gray» – almeno finché non arrivarono oratori come Clemenceau, Foch, Lenin, Mussolini, Roosevelt e Hitler. «Gli uomini più forti della storia non sono mai stati silenziosi». È facile farsi un’idea della stessa personalità di Lloyd George (tanto simile a quella di un Clemenceau) grazie ad un tagliente profilo come questo: Gray «possedeva a perfezione quella correttezza fraseologica e comportamentale che passa per essere (e talvolta è) diplomazia, nonché quella pacata facondia d’ineccepibile dizione che giova a farsi annoverare fra gli statisti – almeno finché una crisi non giunge a mettere simili manieratezze alla prova». Nel 1914 la crisi giunse, e Gay «continuò a perseguire la sua politica confessa consistente nell’attendere che l’opinione pubblica decidesse al posto suo quale fosse la direzione da prendere». «Se egli avesse ammonito la Germania circa il punto su cui la Gran Bretagna avrebbe dichiarato la guerra [vale a dire l’occupazione del Belgio], combattendola poi con tutte le sue forze, l’esito [della crisi] sarebbe stato diverso».
Lloyd George non nasconde la sua degnazione, d’altra parte, per chi viceversa usurpa temerariamente ruoli decisionali non appropriati, come il presidente americano Wilson – al quale tocca questo inesorabile giudizio:
«Il presidente Wilson non era tagliato per fare il ministro in una grande guerra. Non sapeva nulla di guerra. E perché avrebbe dovuto? Essa non era stata il suo tirocinio, né era il suo temperamento. Certamente non ci si divertiva, e tremava al solo pensiero. Lo sfoderare armi per un massacro non solo non gli interessava – lo terrorizzava, persino. Quando fu costretto a dichiarare la guerra non riuscì ad adattarsi alle nuove condizioni che gli furono imposte da simile congedo dagli impegni e dalle abitudini del tempo di pace. Aveva una mente ostinata, e procedeva con riluttanza lungo percorsi che disprezzava, per quanto avesse dovuto riconoscere necessario che li doveva percorrere. Nessun impulso e nessuna guida utile ci si poteva attendere da un temperamento tanto poco conforme alle esigenze della guerra. Chiedergli di porre mente alla manifattura di ordigni da sparo e da bombardamento era come aspettarsi di vederlo sovrintendere alla produzione di sedie elettriche solo perché l’esecuzione dei criminali fa parte integrante d’una buona amministrazione della giustizia».
Riguardo all’inaffidabilità degli specialisti non-politici, d’altra parte, uno dei suoi più clamorosi bersagli fu l’economista John M. Keynes: il quale, un anno dopo l’entrata in guerra, offrì il suo giudizio tecnico alla «cricca disfattista» (defeatist junta) che in seno al governo era guidata dal ministro delle finanze e dal presidente della commissione commercio. Secondo Keynes nel settembre 1915 all’Inghilterra non restavano che sei mesi di vita belligerante, prima che si verificasse l’inevitabile catastrofe finanziaria provocata da una gigantesca inflazione. Il giudizio di Lloyd George sull’intera personalità di Keynes fu derisorio.
«Era un consigliere troppo mercuriale e impulsivo per una grande emergenza. Correva alle sue conclusioni con agilità acrobatica – e non migliorava certo le cose il fatto che sapesse correre con la medesima agilità alle conclusioni opposte. È un economista da salotto (an entertaining economist) le cui dissertazioni brillanti ma superficiali su finanza politica economia, quando non vengano prese sul serio, offrono sempre una fonte d’innocente divertimento ai suoi lettori. Non essendo dotato d’un particolare senso dell’umorismo, in simile grottesca riedizione di Walter Bagehot il ministro delle finanze non cercò tuttavia il divertimento, bensì una guida; e in un momento critico fu perciò portato fuori strada» da un uomo che aveva eletto ad oracolo. «Fortunatamente Bonar Law e io sapevamo bene quale valore annettere a qualunque consiglio provenisse dalla fonte d’ispirazione del ministro delle finanze, e perciò trattammo la fantasiosa profezia della bancarotta britannica “in primavera” con il rispetto cautamente dovuto al volubile astrologo (volatile soothsayer) responsabile di simile presagio di sventura».
La profezia di Keynes fece parte della campagna orchestrata dal ministero del tesoro contro il grande piano di produzione e acquisto di artiglierie e munizionamenti patrocinato da Lloyd George. La campagna era già riuscita a rendere esitante il segretario alla guerra Lord Kitchener – ma il problema fu risolto con la proposta di mettere in vendita o di offrire in garanzia i beni ipotecari nord- e sud-americani presenti sul territorio britannico: «Questo suggerimento pratico fu in seguito adottato, e tutto andò bene». Con questa conclusione semplicistica (che non rende onore alle sue competenze quando, per evitare la bancarotta, si resero indispensabili in altre materie: fiscale, commerciale, bancaria, diplomatica) Lloyd George si riferisce semplicemente alla fine dell’ostruzionismo contro i programmi di armamento e munizionamento pesanti che lo impegnarono come massimo responsabile durante il primo anno di guerra. Del pari spiccatamente politecnica fu, durante il primo anno, la sua opera in materia di legislazione igienica sindacale e logistica: perché dovette provvedere alla sussistenza alimentare, combattere l’alcoolismo, il corporativismo professionale e la resistenza alla mobilità delle maestranze operaie, così come dovette provvedere alla coordinazione di produzione assemblaggio stoccaggio e trasporto d’una quantità di esplosivi e di proiettili fino a quel tempo inconcepibile.

### La polemica contro la direzione politica e militare
Fin dalle prime pagine della sua opera Lloyd George affronta il problema dell’unità e della disunione nella direzione politica nazionale dei regimi autocratici e parlamentari: «C’è molto da dire in favore del sistema partitico. Per un paese, il conflitto aperto fra partiti è preferibile agli squallidi intrighi delle ambizioni personali o degli interessi che si scontrano nell’ombra; ma ci sono momenti in cui esso ostacola gravemente i più alti interessi nazionali. In simili occasioni esso impedisce, ritarda e pregiudica ogni reale progresso, e allora la nazione ne soffre gravemente». Oltre dunque a godere del vantaggio strategico di agire per linee interne, a più riprese nel corso dell’opera l’autore riconosce che il vantaggio della Germania fu anche costituito dall’unità di comando garantita dal regime personale dell’imperatore Guglielmo. Oltre alla lotta fra i partiti, troppe volte in Inghilterra fecero difetto le comunicazioni fra lo stato maggiore e l’ufficio governativo, che venne tenuto all’oscuro di operazioni di estrema importanza.
Le resistenze parlamentari e ministeriali che si risvegliarono contro la sua azione amministrativa e il suo stile personale costituiscono uno dei principali temi di lettura delle Memorie. Esse si riassumono tutte, in definitiva, nel combattere l’idea politecnica di Lloyd George secondo cui i civili dovessero collaborare a pieno titolo coi militari nel preparare i piani di guerra. Fra i politici britannici di rango vigeva il principio di delegare interamente ai militari di professione tutti quanti gli affari di guerra; e i professionisti delle armi interpretarono il privilegio in modo esclusivo, impedendo ai civili di ficcare il naso nelle loro competenze. In troppe occasioni questa delega in bianco risultò fallimentare, così che Lloyd George dovette combattere contro deleganti e delegati. Con eloquenza oratoria così riassunse la questione, numerose volte trattata nei Memoirs, in poche pagine conclusive:
«Nel nostro esercito [schierato] in Francia tutti gli uomini che occupavano i ranghi superiori erano veterani della guerra boera», e per lungo tempo si ostinarono a combattere nello stesso identico modo: senza aeroplani, senza carri né artiglierie pesanti – ma senza d’altra parte rinunciare alla «ridicola ossessione della cavalleria. Fino al termine della guerra Haig fu convinto che sarebbe venuto il giorno in cui le sue truppe sarebbero irrotte all’assalto attraverso il varco creato dalle artiglierie, trasformando la sconfitta tedesca in una rotta disordinata verso il Reno. Inutile dire che quel giorno non arrivò mai». Contro le trincee preferirono usare le granate anti-uomo, anziché i proiettili dirompenti da demolizione, solo perché le avevano già usate nella guerra boera. Impiegarono molto tempo per capire che le mitragliatrici e le bombe a mano avevano preso il posto dei fucili. «I politici [e non i militari] furono i primi ad afferrare i reali termini del problema in tutti gli aspetti, e furono essi ad insistere sulle misure necessarie da prendere – e prontamente – allo scopo di adeguarsi. Furono i politici che iniziarono ad organizzare queste misure». E avanti così: furono i politici che organizzarono il sistema dei trasporti dietro le linee; furono dei civili, scelti dai politici, che seppero approntare gli accantonamenti; furono i politici a prevedere che lo scontro sulle fortificazioni del fronte occidentale sarebbe costato un’infinità di sangue e di tempo; furono i politici a proporre di spostare il baricentro strategico sul fronte meridionale e orientale; furono i dilettanti a proporre un impiego massiccio dei carri per uno sfondamento, anziché usarli a pioggia o alla spicciolata; fu un civile che inventò l’idrofono per la localizzazione dei sommergibili.
L’idea della cooptazione per competenza dei laici nei ranghi amministrativi diventa in Lloyd George un principio generale, valido in ambiente civile oltre che militare:
«Se un ministro apprende che un qualche subalterno nel suo dipartimento possiede competenze non comuni, o speciali attitudini in una qualsiasi materia, è essenziale che debba stabilire un contatto diretto con lui. Il capo politico di un dipartimento non ha semplicemente il diritto, bensì il dovere di mettersi in cerca di chiunque lo aiuti ad assolvere il compito pubblicamente affidatogli. Questo principio era abitualmente impartito ad entrambi i capi, politico e amministrativo, di un dipartimento».

### I contributi strategici
Il celebre aforisma di Clemenceau, secondo cui la guerra è una cosa troppo seria per lasciarla fare ai generali, incontrò dunque l’appassionato consenso di Lloyd George: «Il giudizio degli alti comandi sulle prospettive militari non fu mai affidabile. I nostri capi militari oscillarono da un estremo ottimismo all’estremo pessimismo opposto. Nessuno di questi due stati d’animo ebbe alcuna giustificazione nelle circostanze effettive».
Se il ritratto dell’inetto ministro degli esteri Edward Gray è educatamente sprezzante, egli fu d’altra parte implacabile con chi (come il capo della forza di spedizione britannica Douglas Haig, o il capo di stato maggiore imperiale William Robertson) possedette la virtù dell’azione mancando d’immaginazione (conscientious but unimaginative è il giudizio dell’intero capitolo LXXXIX su Haig). I contributi alla discussione strategica di Lloyd George sono di capitale importanza, e si possono riassumere in pochi punti principali.
1) Primato del fronte sud-orientale rispetto al fronte occidentale. La dottrina militare anglo-francese prevedeva che il nemico andasse battuto nel suo punto più forte, nella speranza di provocare in un colpo solo la caduta dell’intero fronte. Dopo le esperienze della Somme, di Verdun, di Chemin des Dames e soprattutto di Passchendaele la polemica di Lloyd George contro il partito degli “occidentalisti” (westerners) si fa sempre più insistente e veemente. Un’intera generazione di giovani combattenti fu sacrificata inutilmente nelle paludi delle Fiandre, che i generali comandanti inglesi non avevano mai neppure visitate, laddove il punto debole degli Imperi Centrali andava invece cercato a sud e in oriente: in Italia o in Serbia la Germania avrebbe visto soccombere il suo principale alleato, o avrebbe dovuto soccorrerlo, mentre l’uscita di scena della Turchia avrebbe salvaguardato il possesso delle fonti energetiche caucasiche sommamente ambite dai tedeschi. Il pregiudizio del fronte occidentale sacrificò invece gli ottimi combattenti serbi, annientò la Romania, tenne in stato di semi-belligeranza la Grecia e provocò il passaggio agli Imperi Centrali della Bulgaria. Il fallimento dell’impresa a Gallipoli e l’inconcludenza del presidio a Salonicco chiusero del tutto l’aggiramento strategico sud-orientale.
2) Aiuti alla Russia e all’Italia. La Russia, ricca di uomini ma non di artiglierie e di munizionamenti, fu semplicemente abbandonata a se stessa. Dopo il primo tentativo del comandante in capo Kitchener di stabilire personalmente accordi di collaborazione (fallito a causa dell’affondamento su una mina della nave che lo portava a San Pietroburgo), nessun ulteriore tentativo fu fatto dal capo di stato maggiore imperiale Robertson. Lloyd George non dice mai apertamente ciò che soltanto qua e là nella sua opera si può tuttavia intuire: che lo stato maggiore imperiale britannico temeva la possibilità di un’affermazione russa nel medio e vicino oriente – e soprattutto sui Dardanelli e sul Bosforo. Senza questo abbandono la rivoluzione russa, secondo Lloyd George, non si sarebbe mai verificata. I russi dovettero tenere bene a mente la lezione del ruolo sacrificale loro assegnato dagli occidentali quando decisero di mettersi al sicuro mediante un patto di non-aggressione con la Germania nazista. Quanto all’Italia, mancante di artiglierie pesanti e non di uomini, secondo Lloyd George anche qui come in Russia si sarebbe potuto ottenere rapidamente un risultato decisivo che avrebbe accorciato la guerra di due anni. Anche Caporetto fu dunque uno dei risultati del pregiudizio “occidentalista” anglo-francese – sebbene nella sua visita personale al fronte Lloyd George non ometta di notare con molta discrezione che i soldati italiani in ritirata avevano abbandonato i fucili: segno, questo, che lo sfondamento aveva avuto successo non soltanto per ragioni tattiche.
3) Riserva strategica e comando unificato. Come le due opzioni precedenti, anche la lunga disputa iniziata alla fine del 1917 e continuata per tutto il 1918 sulla riserva strategica e sul comando unificato non presenta due soluzioni necessariamente legate o distinte – almeno in teoria. Quando nel giugno 1940 Churchill accorse in Francia per capire che cosa stesse succedendo, e domandò a Weygand: “E la riserva strategica, dov’è?” – si sentì dare la memorabile risposta: “Aucune!”. Tanto basta per chiarire a che cosa approdò, allora e in seguito, la lunga commedia della gelosia dei comandanti britannici nei confronti dei francesi iniziata in previsione dell’offensiva tedesca della primavera 1918. Per Lloyd George il candidato ideale al comando unico interalleato avrebbe dovuto senz’altro essere (e anche diventò, almeno nominalmente) il maresciallo Foch, del quale ad ogni occasione egli tesse un elogio non soltanto professionale, ma anche personale. Sul piano professionale, oltre alle doti di statura mentale Lloyd George conferisce a Foch quello che per lui è il massimo riconoscimento per chiunque: il possesso d’immaginazione. Questa dote si manifestò, per esempio, nel concepire moduli di elasticità per la difesa e per l’attacco in un memorandum del 1918. Essi furono sviluppati dalla teoria del fronte elastico concepita da Pétain:
«La tattica di Pétain del fronte elastico tenuto leggermente nella zona avanzata, che costringeva gli attaccanti ad avanzare al di là della copertura dei loro mortai da trincea prima d’incontrare il corpo principale della difesa, smorzava così facendo l’intera forza del dispositivo, il quale non conseguiva alcun vantaggio spettacolare durante i primi due giorni. Il terzo giorno Foch colpiva». «Nel suo memorandum Foch ravvisava due fasi dell’offensiva. La prima consisteva in una serie di attacchi contro diversi settori importanti del fronte, eseguiti in rapida successione con le forze alleate momentaneamente disponibili allo scopo. Essa sarebbe stata preliminare ad una fase ulteriore, quando avessimo dovuto consolidare una buona posizione per la manovra e l’equilibrio delle forze si fosse ulteriormente spostato a nostro favore».
Sul piano personale, d’altra parte, Lloyd George vede nello stile declamatorio e gesticolante di Foch (che lo faceva giudicare un buffone latino dai suoi sussiegosi generali inglesi) un segno, viceversa, del possesso d’intelligenza e d’immaginazione.
« Durante una delle nostre pause per il pranzo [a Versailles nel giugno 1918] avemmo una divertente dimostrazione dei piani strategici di Foch [Lloyd George intende però dire: “tattici”, con uno scambio dei due termini che nei Memoirs è frequente]. Lui e Balfour erano andati a sgranchirsi le gambe in giardino. Potevamo vederli impegnati in un’animata conversazione – animata, almeno, per quanto concerne il generale Foch. Balfour stava evidentemente ascoltando il vecchio soldato con deferente attenzione, ponendogli qualche sporadica domanda. A un certo punto, messosi di fronte allo statista, vedemmo il generale abbandonarsi a delle violente gesticolazioni pugilistiche – prima con le mani, e poi anche coi piedi. Scoprimmo in seguito che gli stava esponendo il grande piano della sua controffensiva. Quando essa fosse iniziata, egli avrebbe colpito qua e colpito là; e non avrebbe usato soltanto le braccia, ma anche le gambe: colpendo e calciando senza sosta per non dare al nemico il tempo di riaversi». «La politica che aveva così teatralmente (histrionically) esposto a Balfour a Versailles in giugno sarebbe stata finalmente messa in opera a luglio».
In pagine come queste si rivela il triplice talento politecnico che permette ad un profano come Lloyd George di occuparsi letterariamente di cose tanto diverse, come le militari e le caratteriologiche.
4) Sufficienza alimentare. La strategia tedesca nella prima come nella seconda guerra mondiale prevedeva l’affamamento della Gran Bretagna. Entrambi gli Imperi Centrali furono essi stessi vittime di questa strategia. Lloyd George attribuisce l’insuccesso dell’invitto esercito tedesco (che proprio perciò avrebbe poi accampato pretese di revanscismo) alla dissipazione delle sue forze sul fronte occidentale (in particolare a Verdun) anziché gettarsi subito ad impossessarsi del granaio ucraino, oppure a mettere fuori gioco l’Italia occupando la pianura padana. Il pregiudizio del primato del fronte occidentale nocque perciò ai tedeschi non meno che ai britannici. L’Inghilterra corse nondimeno il rischio del difetto di approvvigionamenti non solo a causa della guerra sottomarina tedesca, ma anche per l’ostinazione con cui i militari pretesero di rastrellare ogni uomo valido anche dalle campagne, oltre che dalle officine, per gettarlo nel tritacarne di Passchendaele. A simile miopia Lloyd George si oppose vigorosamente, sostenendo che alla penuria di uomini si sarebbe rimediato intensificando la meccanizzazione della battaglia.

### Due mancanze
Questa sommaria sintesi di un’opera che si estende per oltre duemila pagine sarebbe ancora meno completa senza la segnalazione nei Memoirs di due mancanze. La più vistosa consiste nel fatto che Lloyd George non menziona mai il piano Schlieffen, messo a punto e aggiornato dallo stato maggiore generale tedesco durante oltre un decennio. Egli avrebbe tuttavia potuto e dovuto menzionarlo allorché narra quanto segue:
1) alla vigilia della dichiarazione di guerra il kaiser se ne va in crociera in Norvegia, e al suo ritorno trova una situazione ormai irreparabile;
2) il kaiser domanda a Moltke se non sia meglio evitare l’invasione del Belgio, e il generale risponde che è troppo tardi per cambiare dei piani già pronti da un pezzo;
3) i generali erano entrati nell’ordine d’idee di fare la guerra – ma fu la corsa agli armamenti che la provocò (great armaments made war);
4) è impossibile dire (I am not convinced) se sarebbe stato possibile persuadere la Germania della vanità di una guerra destinata ad infrangere i suoi piani militari preordinati (which would have been unfavourable to her preconcerted military schemes);
5) se il ministro degli esteri Gray fosse stato più chiaro sull’inammissibilità per gli interessi inglesi dell’occupazione del Belgio, la guerra sarebbe stata evitata;
6) il kaiser non ebbe mai la più remota idea del guaio in cui si stava cacciando (I am convinced after a careful perusal of all the documents available on all sides that the Kaiser never had the remotest idea that he was plunging – or being plunged – into a European war);
7) La mobilitazione era già iniziata in Austria Russia Francia e Germania, e la guerra era già stata dichiarata, prima che l’Inghilterra emanasse il suo ultimatum sul Belgio.
Riguardo a quest’ultimo punto Lloyd George omette di precisare il fatto fondamentale che alla Russia sarebbe occorso almeno un mese di tempo (e quindi d’anticipo) per attuare la mobilitazione generale; e che il piano Schlieffen era stato concepito in modo da sfruttare questo margine di tempo per atterrare nel frattempo la Francia.
La seconda mancanza, meno grave, consiste nel fatto che descrivendo la famosa (e famigerata) offensiva del generale Nivelle sull’Aisne nell’aprile del 1917 Lloyd George non si rende conto che essa fu il primo “esperimento” (come lo chiamò Churchill, senza egli pure capirlo) della nuova tattica di “infiltrazione”. Questa tattica consiste nel colpire il fronte in un settore assai limitato e predisposto per l’attacco (dunque di scarsa profondità), per poi spingersi avanti velocemente senza curarsi di proteggere i fianchi in modo da diffondere il panico nelle retrovie. Dopo essere stata sperimentata con successo sul fronte orientale austriaco, questa tattica fu sperimentata con altrettanto successo anche in Italia a Caporetto. La paternità della sua concezione viene attribuita a Rommel; e tuttavia già nella primavera del 1917 il tentativo venne effettuato da Nivelle sul fronte occidentale – dove esso fallì perché l’infiltrazione richiede l’impiego di truppe di prim’ordine e di riserve assai ingenti per alimentare il corridoio. Né Churchill (che si serve di un’immagine: martellare, e poi ancora martellare gettando uomini sull’incudine) né Lloyd George possono essere biasimati per non averla compresa.

## Curiosità
- David Lloyd George aveva la fama di essere un donnaiolo impenitente e venne per questo soprannominato "the Goat" ("il Capro") da Robert Chalmers nel 1911[21].

## Ascendenza
|                                                    |             |                   | Genitori        |  |  | Nonni        |  |  | Bisnonni       |  |
|                                                    |             |                   |                 |  |  | David George |  |  | William George |  |
|                                                    |             |                   |                 |  |  | David George |  |  | William George |  |
|                                                    |             | Mary Lewis        |                 |  |  | David George |  |  |                |  |
| William George                                     |             |                   |                 |  |  | David George |  |  |                |  |
|                                                    |             | Mary Ann Davis    | Edward Davis    |  |  |              |  |  |                |  |
|                                                    |             | Mary Ann Davis    | Edward Davis    |  |  |              |  |  |                |  |
|                                                    |             | Mary Ann Davis    | Martha Williams |  |  |              |  |  |                |  |
| David Lloyd George, I conte Lloyd-George di Dwyfor |             | Mary Ann Davis    |                 |  |  |              |  |  |                |  |
|                                                    | David Lloyd | Richard Lloyd     |                 |  |  |              |  |  |                |  |
|                                                    | David Lloyd | Richard Lloyd     |                 |  |  |              |  |  |                |  |
|                                                    | David Lloyd | Elizabeth Roberts |                 |  |  |              |  |  |                |  |
| Elizabeth Lloyd                                    | David Lloyd |                   |                 |  |  |              |  |  |                |  |
|                                                    |             | Rebecca Samuel    | William Samuel  |  |  |              |  |  |                |  |
|                                                    |             | Rebecca Samuel    | William Samuel  |  |  |              |  |  |                |  |
|                                                    |             | Rebecca Samuel    | …               |  |  |              |  |  |                |  |
|                                                    |             | Rebecca Samuel    |                 |  |  |              |  |  |                |  |